# 현대 클릭
현대 클릭(Hyundai Click)은 2002년 5월 22일부터 2011년 1월까지 생산된 현대자동차의 전륜구동 해치백이다. 차명인 클릭은 N세대에 친숙한 용어로, '마우스를 클릭하다' 등의 뜻 외에 '성공하다', '잘 되다', '사랑하는 사이가 되다' 등의 의미를 내포하며, 21세기를 이끌어갈 N세대의 파트너를 뜻한다. 3도어와 5도어가 판매되었으나, 대한민국에서는 5도어만 판매되었다.

## 1세대(TB)

### 클릭(2002년5월~2005년7월)

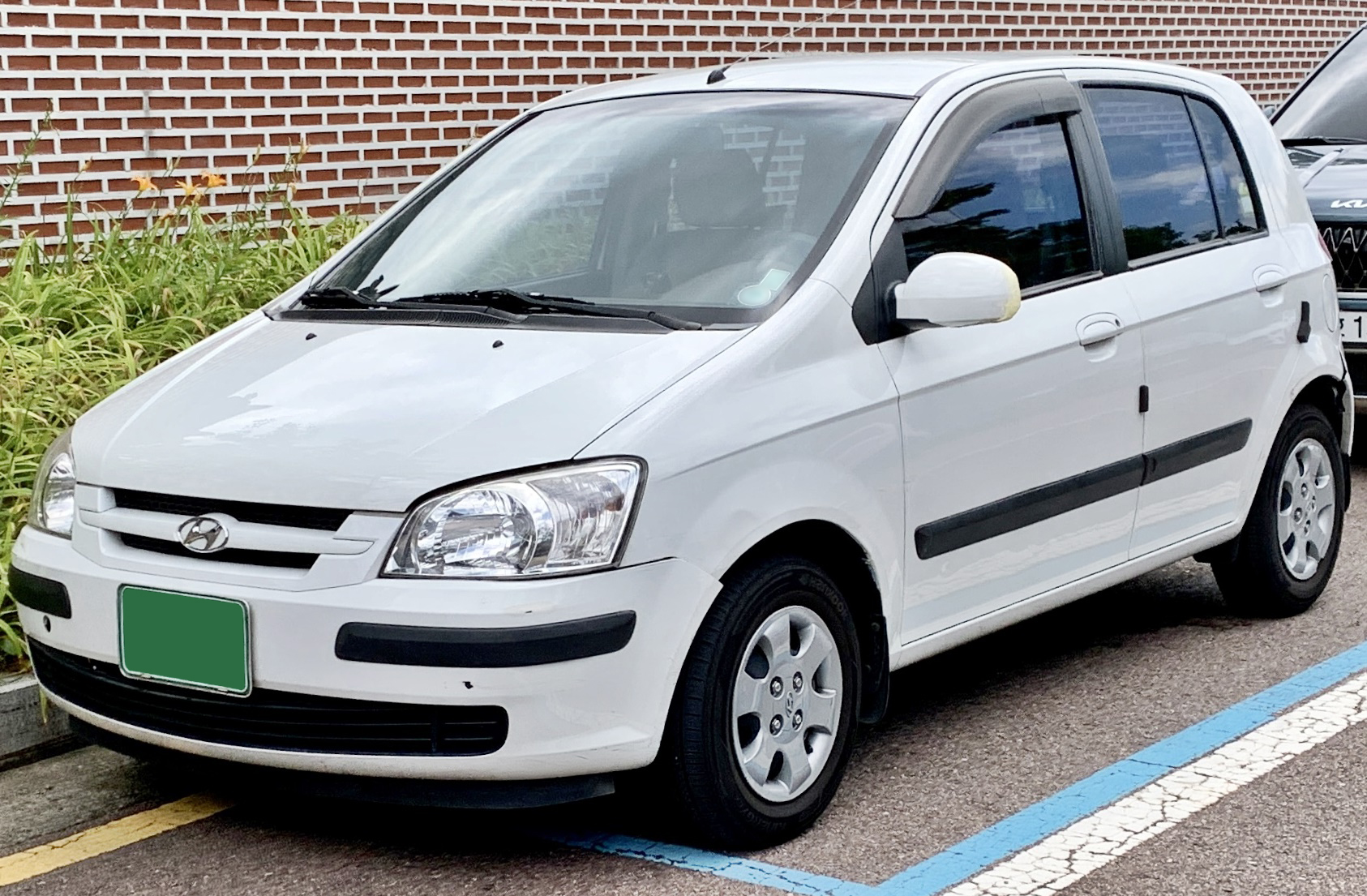
현대 클릭 정측면

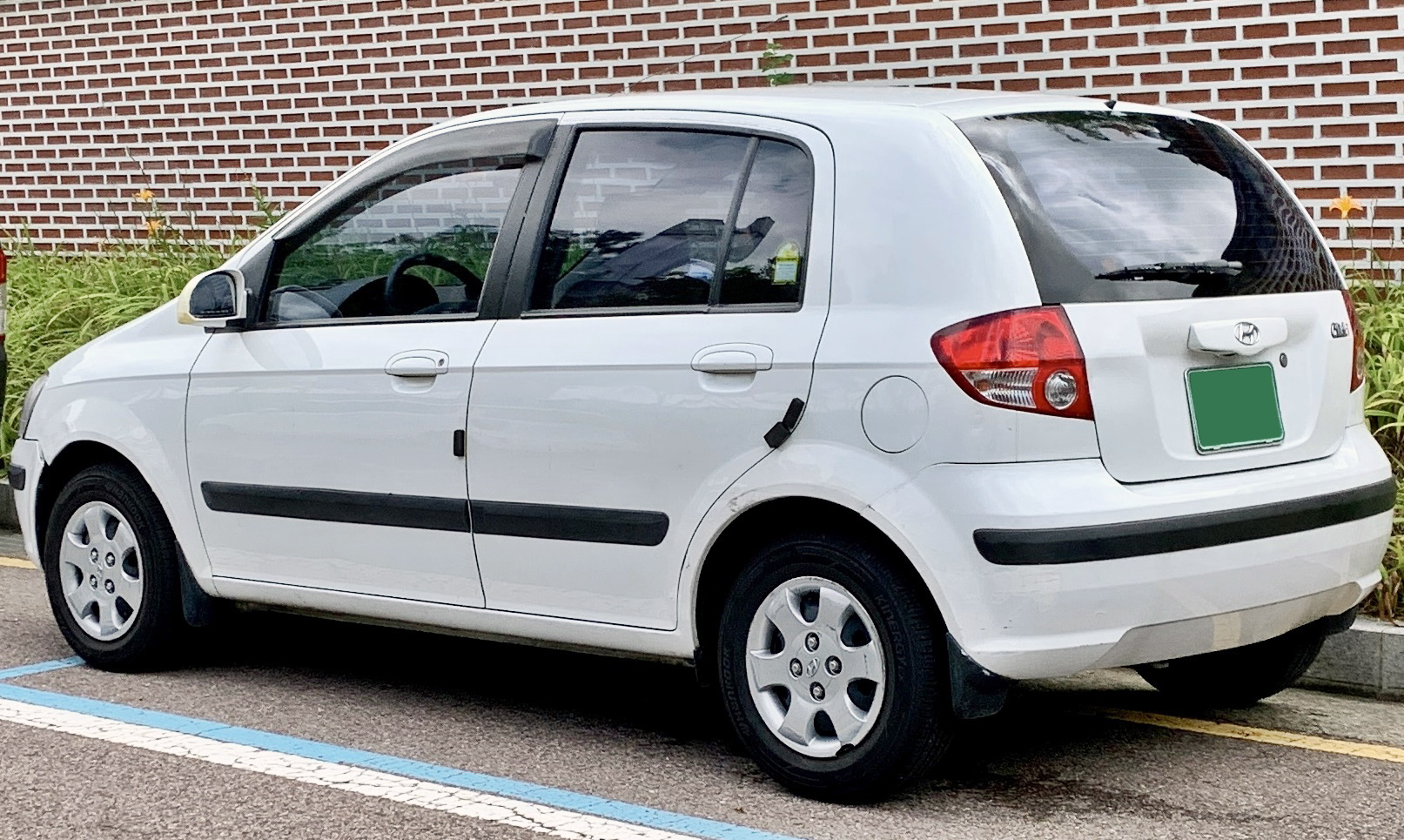
현대 클릭 후측면

2002년 5월 22일에 출시했다. 당시 아토스의 후속 차종으로 출시하려 했으나, 계획이 체인지되어 아토스의 상급 차종으로 출시되었고 라비타에 이은 2번째 현대자동차의 유럽 전략 차종이다. 출시에 앞서 2001년 10월에 개최된 도쿄 모터쇼에서 TB라는 차명의 쇼 카로 선보인 후, 2002년 3월에 개최된 제네바 모터쇼에서 양산형이 겟츠라는 차명으로 첫 선을 보였다. 지붕 끝 부분에서 테일 게이트 부분을 수직에 가깝게 꺾인 스타일로 다듬어 스포티한 느낌을 주었고, 단순한 선과 넓은 면을 활용한 엣지 스타일에 단정한 라디에이터 그릴, 긁힘 방지용 블랙 범퍼 몰딩 등으로 간결한 느낌을 추구하였다. 연비와 정숙성을 높인 전기 모터 방식의 파워 스티어링이 대한민국산 자동차로는 처음 적용되었으며, 충돌 감지 연료 차단 장치, 완전 차폐식 에어 벤트, 휴대용 재떨이 등을 갖추었다. 시트 포지션을 높여 시계성을 높였고, 시트 전체를 펴서 평평하게 만드는 풀 플랫 기능이 적용되었다. 광고 모델로도 활약한 god가 1호차의 주인공으로 선정되기도 하였다. 2004년 7월 19일에 판매가 시작된 2005년형은 이모빌라이저, 크롬 도금 도어 인사이드 핸들, 1열 시트 더블 리클라이너, 발수 코팅 도어 글래스(앞) 등이 신규 적용되었다.
영화 '드라이브 하드'에서 겟츠라는 자동차로 주행하는 모습을 볼 수 있다.
베르나와 더불어 정부 산하의 공공기관 등에 관용차 용도로 납품된 하이브리드 버전도 존재한다. 마일드 하이브리드였으며, 변속기는 CVT가 장착되었다. 민수 시장에는 판매되지 않았다.
| 구분                 | 클릭 1.3ℓ 가솔린                                                              | 클릭 1.5ℓ 가솔린                                                              |
| -------------------- | ----------------------------------------------------------------------------- | ----------------------------------------------------------------------------- |
| 전장 (mm)            | 3,810                                                                         | 3,810                                                                         |
| 전폭 (mm)            | 1,665                                                                         | 1,665                                                                         |
| 전고 (mm)            | 1,495                                                                         | 1,495                                                                         |
| 축거 (mm)            | 2,455                                                                         | 2,455                                                                         |
| 윤거 (전, mm)        | 1,450                                                                         | 1,450                                                                         |
| 윤거 (후, mm)        | 1,440                                                                         | 1,440                                                                         |
| 승차 정원            | 5명                                                                           | 5명                                                                           |
| 변속기               | 수동 5단/자동 4단                                                             | 수동 5단/자동 4단                                                             |
| 서스펜션 (전/후)     | 맥퍼슨 스트럿/토션 빔                                                         | 맥퍼슨 스트럿/토션 빔                                                         |
| 구동 형식            | 전륜구동                                                                      | 전륜구동                                                                      |
| 엔진 형식            | G4EA                                                                          | G4EC                                                                          |
| 연료                 | 가솔린                                                                        | 가솔린                                                                        |
| 배기량 (cc)          | 1,341                                                                         | 1,495                                                                         |
| 최고 출력 (ps/rpm)   | 82/5,500                                                                      | 100/5,800                                                                     |
| 최대 토크 (kg*m/rpm) | 11.9/3,200                                                                    | 13.6/3,200                                                                    |
| 연료 탱크 용량 (ℓ)   | 45                                                                            | 45                                                                            |
| 요소수 탱크 용량 (ℓ) | -                                                                             | -                                                                             |
| 공차 중량 (kg)       | 985(수동 5단)/ 1,015(자동 4단)                                                | 990(수동 5단)/ 1,020(자동 4단)                                                |
| 연비 (km/ℓ)          | 17.6(수동 5단)/ 15.4(자동 4단) (이후 16.4(수동 5단)/ 13.3(자동 4단)으로 변경) | 16.0(수동 5단)/ 14.0(자동 4단) (이후 14.6(수동 5단)/ 11.9(자동 4단)으로 변경) |
| Co2 배출량 (g/km)    | -                                                                             | -                                                                             |

### 뉴 클릭(2005년7월~2011년1월)

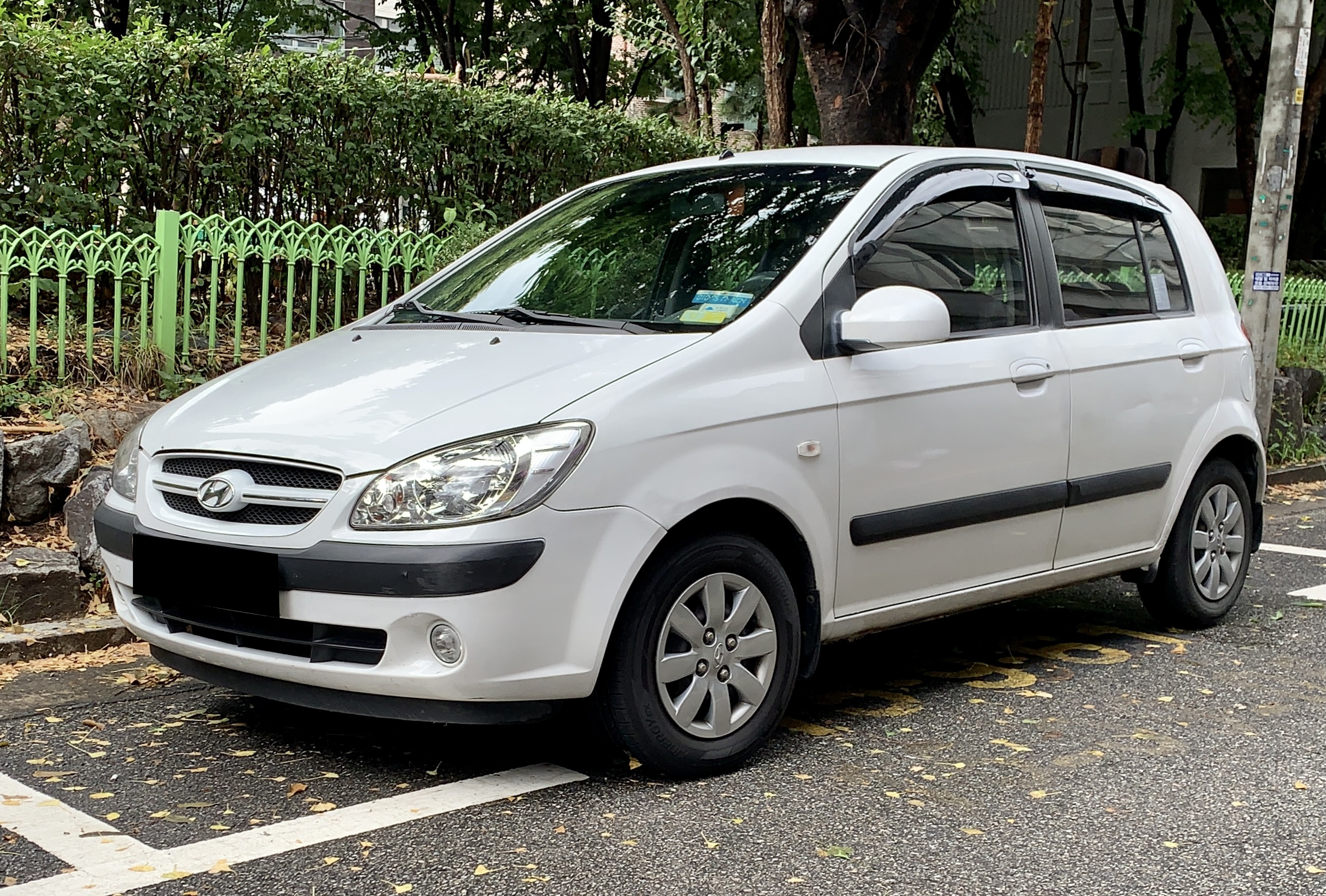
현대 뉴 클릭 정측면

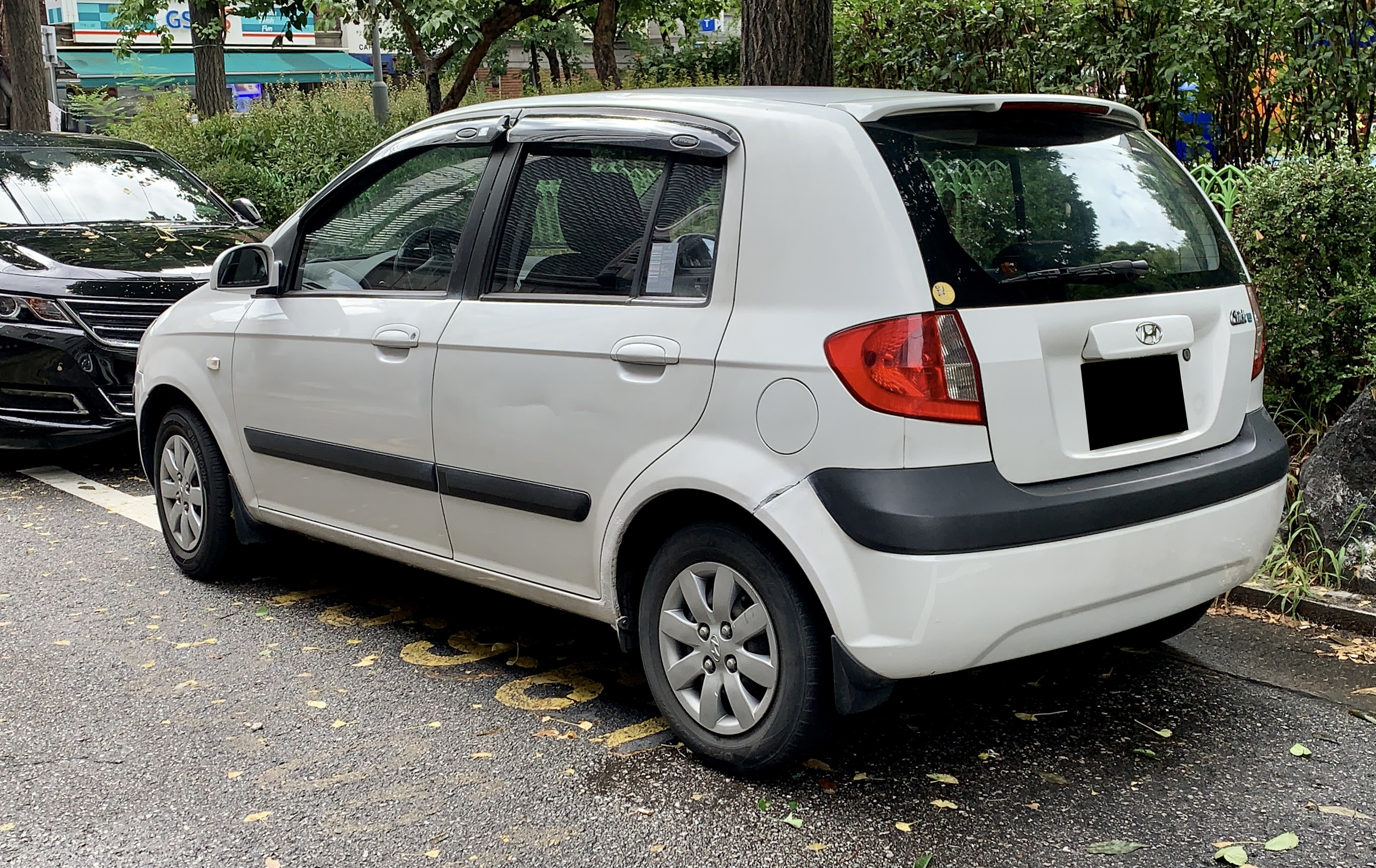
현대 뉴 클릭 후측면

2005년 7월 10일에는 페이스리프트를 거친 뉴 클릭이 출시되었다. 뉴 클릭은 헤드 램프의 끝 부분이 위로 치켜 올라간 형상을 하고 있다. 와일드캣 스타일의 헤드 램프 형상 때문에 뉴 클릭은 출시 초기 푸조의 펠린 룩과 닮았다는 소리가 많이 나왔다. 알파 엔진은 1.4/1.6리터 버전으로 변경됐으며, 1.5리터 커먼레일 디젤 엔진이 추가됐으나 디젤에는 자동변속기를 선택할 수 없었다. 2007년 7월 10일에는 1열 열선 내장 시트, 14인치 알루미늄 휠, MP3 오디오, 동승석 에어백 등이 기본 적용된 팬시 팩 트림이 신설되었다. 아울러 전동식 아웃사이드 미러, 발수 코팅 도어 글래스, 동승석 에어백, 전동식 선루프 등이 확대 적용된 2008년형이 선보였다. 2008년 6월 20일에 판매가 시작된 2009년형은 동승석 에어백과 사이드 에어백 등 안전 사양 옵션이 확대 적용되었고, 전동식 아웃사이드 미러와 중앙 집중식 도어 잠금 장치 등 고객 선호 사양이 기본 적용된 플러스 팩 트림이 추가되었다. 오스트레일리아에서 올해의 소형차(2003년, 2005년), 영국에서 가장 실용적인 차(2002년)와 가장 신뢰하는 차(2004년), 인도에서 올해 최고의 차(2005년) 등에 선정되었다.
그러나 대한민국은 세단이 익숙해져 소형차의 인지도가 내려갔다는 이유로 판매가 부진해져 대한민국 내수에서는 2011년 1월에 후속 차종 없이 단종됐다. 해외 시장에서는 2008년 10월에 개최된 파리 모터쇼에서 첫 선을 보인 i20가 후속 차종으로 출시되었다. 2002년 5월에 출시된 이래 2010년 11월까지의 누적 판매량은 1,264,095대로, 이 중 수출은 1,179,874대였다.
| 구분                 | 뉴 클릭 1.4ℓ 가솔린                                           | 뉴 클릭 1.6ℓ 가솔린              | 뉴 클릭 1.5ℓ 디젤     |
| -------------------- | ------------------------------------------------------------- | -------------------------------- | --------------------- |
| 전장 (mm)            | 3,825                                                         | 3,825                            | 3,825                 |
| 전폭 (mm)            | 1,665                                                         | 1,665                            | 1,665                 |
| 전고 (mm)            | 1,495                                                         | 1,495                            | 1,495                 |
| 축거 (mm)            | 2,455                                                         | 2,455                            | 2,455                 |
| 윤거 (전, mm)        | 1,450                                                         | 1,450                            | 1,450                 |
| 윤거 (후, mm)        | 1,440                                                         | 1,440                            | 1,440                 |
| 승차 정원            | 5명                                                           | 5명                              | 5명                   |
| 변속기               | 수동 5단/자동 4단                                             | 수동 5단/자동 4단                | 수동 5단              |
| 서스펜션 (전/후)     | 맥퍼슨 스트럿/토션 빔                                         | 맥퍼슨 스트럿/토션 빔            | 맥퍼슨 스트럿/토션 빔 |
| 구동 형식            | 전륜구동                                                      | 전륜구동                         | 전륜구동              |
| 엔진 형식            | G4EE                                                          | G4ED                             | D4FA                  |
| 연료                 | 가솔린                                                        | 가솔린                           | 디젤                  |
| 배기량 (cc)          | 1,399                                                         | 1,599                            | 1,493                 |
| 최고 출력 (ps/rpm)   | 95/6,000                                                      | 106/5,800                        | 112/4,000             |
| 최대 토크 (kg*m/rpm) | 12.7/3,200                                                    | 14.7/3,200                       | 24.5/2,000            |
| 연료 탱크 용량 (ℓ)   | 45                                                            | 45                               | 45                    |
| 요소수 탱크 용량 (ℓ) | -                                                             | -                                | -                     |
| 공차 중량 (kg)       | 1,046(수동 5단)/ 1,080(자동 4단)                              | 1,046(수동 5단)/ 1,080(자동 4단) | 1,135(수동 5단)       |
| 연비 (km/ℓ)          | 15.6(수동 5단)/ 13.5(자동 4단) (이후 15.0(자동 4단)으로 변경) | 15.3(수동 5단)/ 13.0(자동 4단)   | 20.1(수동 5단)        |
| Co2 배출량 (g/km)    | 150(수동 5단)/ 174(자동 4단) (이후 156(자동 4단)으로 변경)    | 153(수동 5단)/ 179(자동 4단)     | 133(수동 5단)         |